# Shaizar
Shaizar es una fortaleza ubicada a orillas del río Orontes, al noroeste de Hama, Siria.

## Historia
Esta fortificación fue construida cerca del río Orontes, al noroeste de Hama. Se cree que este fue un lugar estratégico para su construcción, debido a la disputa de fuerzas musulmanas y cristianas. La ciudad finalmente fue controlada por los árabes a mediados del siglo XI. Es una edificación con una gran arquitectura militar y palaciega. Fue destruido parcialmente por un terremoto en 1157, motivo por el cual se construyó una nueva ciudadela, esta vez bajo el orden del príncipe Nur-ed Din Zangi a finales del siglo XII. Las obras se extendieron hasta el siglo XIII.
Para mediados de 2006, el castillo cayó en abandono. La organización World Monuments Fund (WMF) la incluyó en una lista de seguimiento y posteriormente realizó mantenimiento y labores de restauración. Se realizaron trabajos de estabilizamiento de estructuras, limpieza e instalación de tirantes, reparaciones de cubierta, suelo y puertas.